# Эллис, Альберт
А́льберт Э́ллис (англ. Albert Ellis; 27 сентября 1913, Питтсбург — 24 июля 2007, Нью-Йорк) — американский психолог и когнитивный терапевт, автор рационально-эмоциональной поведенческой терапии (англ. rational emotive behavior therapy), подхода в психотерапии, рассматривающего негативные эмоции и дисфункциональные поведенческие реакции как появляющиеся не вследствие опыта самого по себе, а вследствие интерпретации этого опыта, то есть как результат неверных когнитивных установок — иррациональных верований (англ. «irrational beliefs» — см. Модель ABC). Также был известен как сексолог и один из идеологов сексуальной революции.
Создал Институт Альберта Эллиса (The Albert Ellis Institute) и являлся его президентом.
В 1982 году был признан вторым по влиятельности психотерапевтом мира после Карла Роджерса (третьим назван Зигмунд Фрейд), в 1993 году — первым (Эллис, Роджерс, Бек). Заслуженно делит с А. Беком лавры пионеров когнитивного подхода.

## Биография
Альберт Эллис рос старшим ребёнком в еврейской семье в Питтсбурге (штат Пенсильвания), куда его родители эмигрировали из России в 1910 году. Родители перебрались в Нью-Йорк и развелись, когда мальчику было 12 лет. Вся дальнейшая жизнь Эллиса связана с этим городом. Он окончил городской университет (бакалавриат в сфере бизнеса) и по окончании некоторое время пробовал заниматься бизнесом и литературным трудом, но вскоре заинтересовался психологией. В конце 1930-х годов он поступает на отделение клинической психологии Колумбийского Университета (степень магистра в 1943 году), защищает диссертацию (Ph.D., 1946) и получает дополнительную психоаналитическую подготовку в институте Карен Хорни. Эллис испытал значительное влияние Карен Хорни, а также Альфреда Адлера, Эриха Фромма и Гарри Салливана, но к середине 1950-х разочаровался в психоанализе и занялся разработкой собственного подхода. В 1955 году этот подход получил название рациональной терапии.
Эллис основал и до 2005 года возглавлял Институт Альберта Эллиса в Нью-Йорке, до тех пор пока совет организации не снял его с занимаемой должности. Альберт Эллис, несмотря на полную глухоту, продолжал активную работу независимо. 30 января 2006 нью-йоркский суд принял решение о незаконности смещения его с должности.
24 июля 2007 года в возрасте 93 лет Альберт Эллис скончался.

## Научная и практическая деятельность
Альберт Эллис бо́льшую часть своей жизни посвятил психотерапевтической практике и консультированию: сначала непрофессионально, затем — как психоаналитик. Позже он разочаровался в психоанализе и опубликовал статью «Telepathy and psychoanalysis: a critique of recent findings», содержащую критические замечания по поводу антинаучной мистики и оккультизма в психологической литературе.
В 1950—1960-х годах Эллис создаёт основы рационально-эмоциональной поведенческой терапии (РЭПТ) и её центральной модели возникновения эмоциональных расстройств — модели ABC. В течение всей оставшейся жизни учёный развивал это новое направление психотерапии, уделяя особое внимание опытной проверке истинности основных положений теории и эффективности используемых терапевтических методов.
За свою жизнь Эллис успел опубликовать более 50 книг и около 500 статей, разработал методику диагностики иррациональных установок, основал институт и школу для детей с преподаванием основ РЭПТ, провёл множество лекций и семинаров, нашёл сторонников и последователей.

## Рационально-эмоциональная поведенческая терапия (РЭПТ)
Рационально-эмоциональная поведенческая терапия (РЭПТ) (ранее — «РТ» и «РЭТ») представляет собой «теоретически непротиворечивый эклектизм» различных психотерапевтических методик: когнитивных, эмоциональных и поведенческих. Отличительной особенностью РЭПТ является разделение всех испытываемых человеком эмоций на рациональные (продуктивные) и иррациональные (непродуктивные, деструктивные, дисфункциональные), причиной которых являются иррациональные верования (иногда — «иррациональные убеждения», англ. «irrational beliefs»).
Поскольку Эллис начинал свой путь психотерапевта в качестве психоаналитика, неудивительно, что на его взгляды оказали сильное влияние идеи таких психоаналитиков, как Карен Хорни и Альфред Адлер. Однако Эллис впоследствии разошёлся во взглядах с психоанализом, и в результате, по утверждениям авторов и сторонников, РЭПТ является гуманистической формой терапии, следствием чего стал один из основных терапевтических принципов РЭПТ — безусловное принятие («безусловное позитивное отношение» в терминологии К. Роджерса) терапевтом клиента как личности при сохранении критичного отношения к его негативным поступкам.
Более того, описывая отношение РЭПТ-терапевта к клиенту, Эллис на первое место ставит всю триаду Роджерса. Кроме этого, в списке значатся юмор (только там, где он уместен; юмор как иронично-весёлое отношение к жизни, но не шутки в адрес личности, чувств, мыслей и поступков клиента), неформальность (но не развлечение на сеансах психотерапии, которые проводятся за деньги клиента), осторожное проявление безмерной теплоты к клиенту (чрезмерное эмоциональное сопереживание тоже вредит). Эллис определял роль РЭПТ-терапевта как авторитетного и вдохновляющего учителя, который старается научить своих клиентов тому, как быть своим собственным терапевтом после окончания формальных сеансов.
Справедливость основных теоретических положений и терапевтическая эффективность РЭПТ подтверждаются множеством экспериментальных исследований.
РЭПТ делится на общую РЭПТ (нацелена на обучение клиентов рациональному поведению в проблемных областях) и предпочитающуюся РЭПТ (научить клиентов самопомощи, используя методы РЭПТ).

### Модель ABC
Модель ABC (иногда — «A-B-C») возникновения психических расстройств утверждает, что дисфункциональные эмоции, обозначаемые буквой «C» («следствия», англ. consequences), возникают не под влиянием «активирующих событий» (иногда — «активаторы» буква «A», англ. activating events), а под влиянием иррациональных верований (иногда — «убеждения», буква «B», англ. beliefs), формулируемых в форме абсолютистских требований или «долженствований» (англ. demands).
Ключом к позитивным изменениям в модели считается обнаружение, анализ и активное оспаривание иррациональных верований (соответствует этапу «D» в расширенной модели ABCDE — англ. disputation) с последующим закреплением результатов («E», англ. end result). Для этого клиентов обучают замечать и различать дисфункциональные эмоции и искать их когнитивные причины.

### Психологическое здоровье и его критерии по РЭПТ
Для психологически здорового человека характерна философия релятивизма, «пожелания».
Рациональные производные от этой философии следующие:
1. Оценка — определение неприятности события (вместо драматизации).
2. Толерантность — я признаю, что неприятное событие произошло, оцениваю его неприятность и пытаюсь изменить или, если невозможно изменить, принимаю ситуацию и занимаюсь претворением в жизнь других целей (вместо «я этого не переживу»).
3. Принятие — я принимаю то, что люди несовершенны и не обязаны вести себя иначе, чем они это делают сейчас, я принимаю, что люди слишком сложны и изменчивы, чтобы можно было давать им глобальную категоричную оценку, и я принимаю условия жизни такими, какие они есть (вместо осуждения).

Производные названы как рациональные потому, что обычно способствуют достижению людьми своих целей или формированию новых, если прежние цели не могут быть осуществлены.
Таким образом, основные критерии психологического здоровья человека:
- Соблюдение собственных интересов.
- Социальный интерес.
- Самоуправление.
- Высокая толерантность к фрустрации.
- Гибкость.
- Принятие неопределённости.
- Преданность творческим занятиям.
- Научное мышление.
- Принятие себя.
- Рискованность.
- Отсроченный гедонизм.
- Антиутопизм.
- Ответственность за свои эмоциональные расстройства.

## Религиозные и философские взгляды
Альберт Эллис в своих религиозных убеждениях придерживался агностицизма, утверждая, что Бога «скорее всего нет», но при этом не отрицая возможности его существования. В книге «Секс без вины» (Ellis A. Sex Without Guilt. — NY: Hillman, 1958) учёный выразил мнение о том, что религиозные догмы, вводящие ограничения на выражение сексуальных переживаний, зачастую отрицательно сказываются на психическом здоровье людей.
Основные философские взгляды Эллиса вписываются в рамки концепций гуманизма и стоицизма. В своих книгах и интервью учёный часто цитировал своих любимых философов: Марка Аврелия, Эпиктета и других.

## Награды и премии
- 1971 — награда «Гуманист года» Американской гуманистической ассоциации .
- 1985 — награда Американской психологической ассоциации «за выдающийся профессиональный вклад в прикладные исследования» .
- 1988 — награда Американской ассоциации консультирования «за профессиональные достижения» .
- 1996 и 2005 — награды Association for Behavioral and Cognitive Therapies .

### На русском
- Эллис А., Драйден У. Практика рационально-эмоциональной поведенческой терапии. — СПб.: Речь, 2002. — 352 стр. — ISBN 5-9268-0120-6
- Эллис А., Макларен К. Рационально-эмоциональная поведенческая терапия. — РнД.: Феникс, 2008. — 160 стр. — ISBN 978-5-222-14121-2
- Эллис А. Гуманистическая психотерапия: Рационально-эмоциональный подход. / Пер. с англ. — СПб.: Сова; М.: ЭКСМО-Пресс, 2002. — 272 с. (Серия «Ступени психотерапии»). ISBN 5-04-010213-5
- Эллис А., Конвей Р. Кого хочет женщина? Практическое пособие по эротическому соблазнению. — М.: Центрполиграф, 2004. — 176 стр. — ISBN 5-9524-1051-0
- Эллис А., Ландж А. Не давите мне на психику! — СПб.: Питер Пресс, 1997. — 224 с. — (Серия «Сам себе психолог»). ISBN 5-88782-226-0
- Эллис А. Психотренинг по методу Альберта Эллиса. — СПб.: Питер Ком, 1999. — 288 с. — (Серия «Сам себе психолог»). ISBN 5-314-00048-2
- Кассинов Г. Рационально-эмоционально-поведенческая терапия как метод лечения эмоциональных расстройств // Психотерапия: От теории к практике. Материалы I съезда Российской Психотерапевтической Ассоциации. — СПб.: изд. Психоневрологического института им. В. М. Бехтерева, 1995. — С. 88-98.
- Где доказательства? Альберт Эллис: переворот в психотерапии // «Здравый смысл» 2008, № 1 (46)
- МакМаллин Р. Практикум по когнитивной терапии = The New Handbook on Cognitive Therapy Techniques. — СПб.: Речь, 2001. — 560 с. — 5000 экз. — ISBN 5-9268-0036-6.

### На английском
- Sex and the Single Man; Lyle Stuart, Inc. 1963 — 63-13723
- Homosexuality: Its causes and Cures; Lyle Stuart. 1965
- A Guide to Rational Living; Wilshire Book Company. 1975 — ISBN 0-87980-042-9
- How to Live With a Neurotic; Wilshire Book Company. 1979 — ISBN 0-87980-404-1
- When AA Doesn’t Work For You : Rational Steps to Quitting Alcohol; Barricade Books. 1992 — ISBN 0-942637-53-4
- The Art and Science of Rational Eating; with Mike Abrams Ph.D. and Lidia Abrams Ph.D.; Barricade Books. 1992 — ISBN 0-942637-60-7
- How to Cope with a Fatal Illness; with Mike Abrams Ph.D.; Barricade Books. 1994 — ISBN 1-56980-005-7
- How to Keep People from Pushing Your Buttons; with Arthur Lange. Citadel Press. 1995 — ISBN 0-8065-1670-4
- Alcohol : How to Give It Up and Be Glad You Did; with Philip Tate Ph.D. See Sharp Press. 1996 — ISBN 1-884365-10-8
- How to Control Your Anger Before It Controls You; with Raymond Chip Tafrate. Citadel Press. 1998 — ISBN 0-8065-2010-8
- The Secret of Overcoming Verbal Abuse: Getting Off the Emotional Roller Coaster and Regaining Control of Your Life; with Marcia Grad Powers. Wilshire Book Company. 2000 — ISBN 0-87980-445-9
- Overcoming Destructive Beliefs, Feelings, and Behaviors: New Directions for Rational Emotive Behavior Therapy; Prometheus Books. 2001 — ISBN 1-57392-879-8
- Overcoming Procrastination: Or How to Think and Act Rationally in Spite of Life’s Inevitable Hassles; with William J. Knaus.
- Feeling Better, Getting Better, Staying Better : Profound Self-Help Therapy For Your Emotions; Impact Publishers. 2001 — ISBN 1-886230-35-8
- The Road to Tolerance: The Philosophy of Rational Emotive Behavior Therapy; Prometheus Books. 2004 — ISBN 1-59102-237-1
- The Myth of Self-Esteem; Prometheus Books. 2005 — ISBN 1-59102-354-8

Полная библиография (англ.)